# Tomasz Piskorski

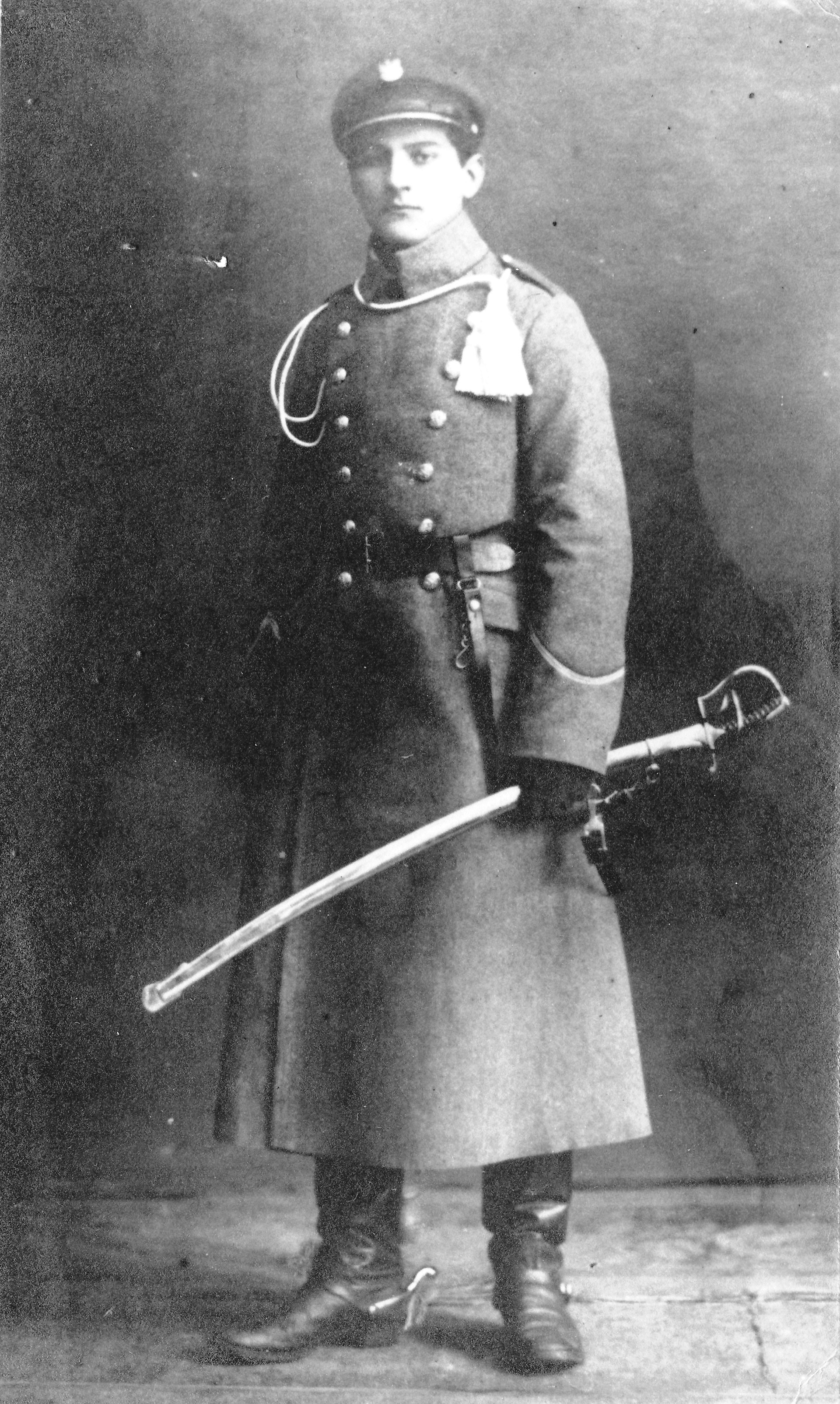
Tomasz Piskorski jako szwoleżer, z etyszkietami, z okresu walk o niepodległość Polski

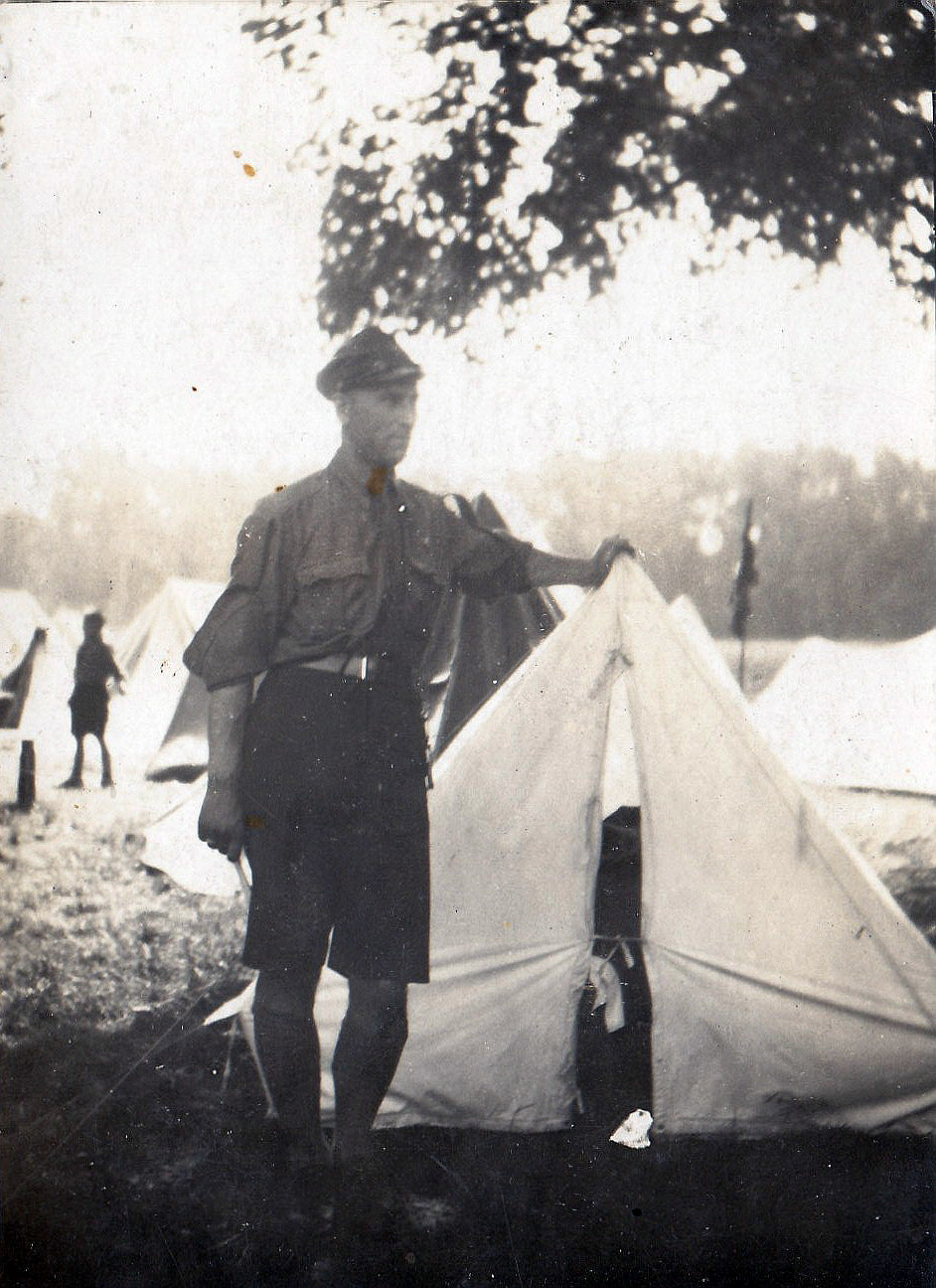
Piskorski na obozie harcerskim

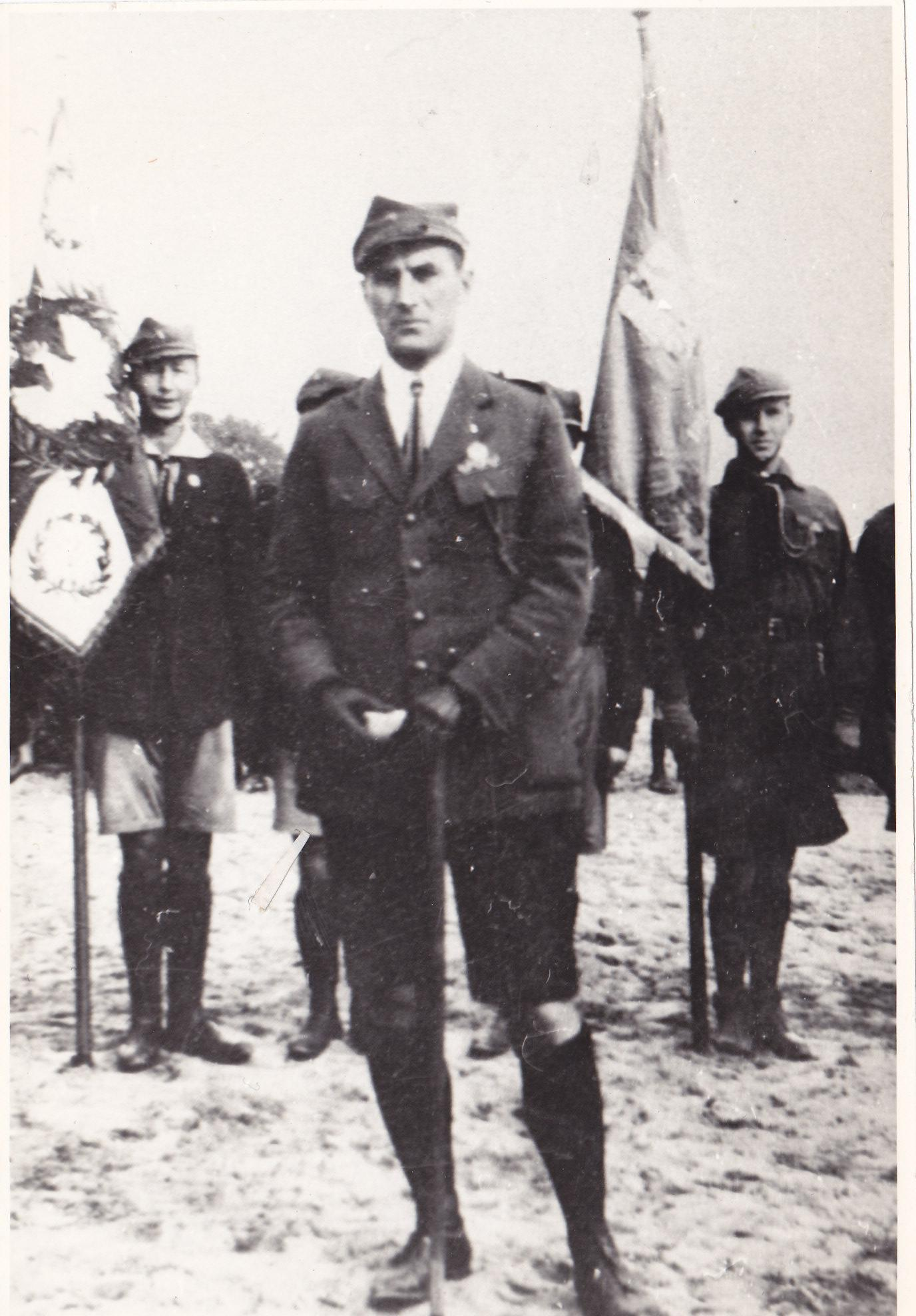
Piskorski w mundurze harcerskim

Tomasz Henryk Piskorski (ur. 21 grudnia 1898 w Warszawie, zm. wiosną 1940 w Charkowie) – polski prawnik, członek Polskiej Organizacji Wojskowej, podporucznik kawalerii Wojska Polskiego, działacz Związku Harcerstwa Polskiego, uczestnik walk o niepodległość Polski, ofiara zbrodni katyńskiej.

## Wykształcenie i praca
Syn  Wacława (1852–1928) i Kazimiery z Maciejewskich (1860–1919). Był młodszym bratem Leonarda (1883–1957).
Uczył się w Gimnazjum gen. Pawła Chrzanowskiego (późniejsze Gimnazjum im. Jana Zamoyskiego), a następnie w Gimnazjum im. Rocha Kowalskiego w Warszawie. Zdał maturę eksternistycznie zimą 1919 roku (w czasie urlopu z wojska). Po studiach w latach 1920–1925 (po demobilizacji) ukończył Wydział Nauk Politycznych i Społecznych Wolnej Wszechnicy Polskiej (WWP).
W latach 1926–1938 pracował jako senior w seminarium prawa konstytucyjnego WWP prof. Władysława Maliniaka. Był współzałożycielem i długoletnim przewodniczącym Towarzystwa Przyjaciół Wolnej Wszechnicy Polskiej. Od 1938 roku jako starszy radca organizował Wydział Rzemiosła w Ministerstwie Przemysłu i Handlu. W tym samym roku otworzył przewód doktorski na temat zastępstwa głowy państwa. 1 września 1939 miał objąć urząd wojewody poznańskiego, jednak uniemożliwił to wybuch II wojny światowej.

## Udział w walkach o niepodległość Polski
W 1916 roku Tomasz Piskorski wstąpił do Polskiej Organizacji Wojskowej i jesienią 1918 roku pełnił funkcję komendanta VI dzielnicy w Warszawie. Był trzykrotnie aresztowany i przez tydzień więziony na Pawiaku. W listopadzie 1918 roku uczestniczył w rozbrajaniu Niemców w garnizonie warszawskim.
W lutym 1919 roku zaciągnął się do 1 pułku szwoleżerów Józefa Piłsudskiego w Hrubieszowie. W kwietniu tego roku wziął udział w wyprawie wileńskiej, walcząc w szeregach szwadronu technicznego dowodzonego przez Mieczysława Bernadzikiewicza. W lipcu został odkomenderowany do Szkoły Podchorążych w Warszawie, a w październiku – do służby wywiadowczej 2 Dywizji Piechoty Legionów.
W końcu lutego 1920 roku został przeniesiony do Grupy Operacyjnej gen. Lucjana Żeligowskiego, później do dowództwa 4 Armii. W połowie sierpnia tego roku działał w Związku Obrony Ojczyzny na Lubelszczyźnie, gdzie wkrótce został instruktorem wywiadowczym w pow. hrubieszowskim i włodzimierskim. Służył w wojsku aż do demobilizacji w listopadzie 1920 roku.
Piskorski brał udział w III powstaniu śląskim.
We wrześniu 1939 roku zgłosił się po raz czwarty ochotniczo do wojska. Otrzymał przydział do 21 pułku Ułanów Nadwiślańskich lub na szefa transportu Łódź–Lublin, gdzie brał udział w walkach obronnych. Walczył pod Krasnobrodem. Po agresji ZSRR na Polskę dostał się do niewoli sowieckiej i był przetrzymywany w obozie w Starobielsku. Wiosną 1940 roku został zamordowany przez funkcjonariuszy NKWD w Charkowie i pogrzebany w bezimiennej, zbiorowej mogile w Piatichatkach, gdzie od 17 czerwca 2000 roku mieści się oficjalnie Cmentarz Ofiar Totalitaryzmu w Charkowie. Figuruje na Liście Starobielskiej NKWD pod poz. 2509. 
5 października 2007 roku minister obrony narodowej Aleksander Szczygło – decyzją nr 439/MON – mianował go pośmiertnie na stopień porucznika. Awans został ogłoszony 10 listopada 2007 roku w Warszawie, w trakcie uroczystości „Katyń Pamiętamy – Uczcijmy Pamięć Bohaterów”.

## Harcerstwo
Tomasz Piskorski związał się na stałe z harcerstwem w 1911 roku, początkowo jako uczeń w liceum Chrzanowskiego w drużynie skautowej, która później przyjęła nazwę 2 Warszawska Drużyna im. Tadeusza Rejtana. Już jako instruktor harcerski brał udział w zjeździe połączeniowym 1 listopada 1916 roku w Warszawie czterech organizacji skautowych w Związek Harcerstwa Polskiego. W 1916 roku wspólnie z legionistą sierżantem Antonim Mańkowskim założył pierwszą drużynę harcerską na terenie Wołomina, łącząc samodzielne zastępy i tworząc 1 Wołomińską Drużynę Harcerską. Do drużyny zwerbowali głównie chłopców z ulicy i rodzin robotniczych. Drużynowym, a po rozrośnięciu się struktury harcerskiej około 1920 roku do hufca – hufcowym był Tomasz Piskorski, uznawany dziś za twórcę Hufca ZHP Wołomin.
W 1918 roku został komendantem 24. drużyny im. Jana Karola Chodkiewicza. W czerwcu 1920 roku w czasie służby wojskowej zorganizował wśród harcerzy w Mińsku Litewskim oddział wywiadowczy. Był hufcowym, a potem zastępcą komendanta Chorągwi Warszawskiej Męskiej. Wizytował obozy drużyn warszawskich, np. obóz 17. Warszawskiej Drużyny Harcerskiej w Rytrze. Latem 1923 roku był zastępcą komendanta trzeciego kursu instruktorskiego Chorągwi Warszawskiej Męskiej w Mickunach na Wileńszczyźnie (90 uczestników). W listopadzie 1925 roku został mianowany komendantem Chorągwi Warszawskiej Męskiej. Pełnił tę funkcję do marca 1929 roku.
Organizował i kierował 4 zjazdami starszego harcerstwa.
W kwietniu 1926 roku zorganizował w Sromowcach Niżnych 3. Zjazd Programowy Starszego Harcerstwa i kierował jego obradami. Eugeniusz Sikorski pisze o tym zjeździe:

Zaczęły się coraz bardziej zarysowywać postacie czołowych działaczy ruchu starszoharcerskiego. Byli to: Tomasz i Maria Piskorscy, Sabina Marcinkowska, Jerzy Zawodzki.

Był twórcą i następnie kierownikiem kręgu starszoharcerskiego im. Zygmunta Jeża-Miłkowskiego (tzw. Jeżów). W sierpniu 1928 roku zorganizował 4. Zjazd Starszego Harcerstwa w Pieninach. W lipcu 1930 roku był komendantem 5. zjazdu starszoharcerskiego w Kiełpinach. Był przewodniczącym komitetu redakcyjnego pracy zbiorowej „Polacy na Dżembori” (wydanej w 1931 roku), w której zamieścił swój artykuł pod tym samym tytułem. Kierował w sierpniu 1931 roku wyprawą polskiej delegacji na 1. Międzynarodowy Zlot Starszych Skautów (Roversów) w Kantersteg w Szwajcarii.
W kwietniu 1931 roku przewodniczył w Warszawie IV konferencji żeglarskiej, poświęconej zagadnieniom rozwoju żeglarstwa i ustaleniu programu prac na najbliższą przyszłość.

…widać było, że ta nowa gałąź wyszkolenia harcerskiego wzbudziła ogromne zainteresowanie i przyciągnęła wielu zwłaszcza starszych harcerzy swoistym urokiem wędrówki żeglarskiej, pełnej przygód i niebezpieczeństw….

Był inicjatorem zbiórki pieniędzy na duży, 100-tonowy żaglowiec harcerski: 

…przyboczny Janusz Wolski odczytał przed frontem drużyny odezwę Dha Naczelnika Harcerzy Tomasza Piskorskiego, harcmistrza, w sprawie składania datków przez harcerzy na utworzony Fundusz Żeglarski, z którego ma być zakupiony wielki żaglowiec harcerski, 100 tonowy, służący do celów podróżniczych oraz szkoły żeglarza.

W sierpniu 1932 roku był komendantem obozu 6. Zjazdu Starszego Harcerstwa w Garczynie. W 1933 roku został powołany na kierownika Wydziału Starszego Harcerstwa w Głównej Kwaterze Harcerzy. W kwietniu tego roku w czasie zlotu starszoharcerskiego w Starej Miłośnie został wybrany do Rady Starszego Harcerstwa. Jako jej delegat uczestniczył w konferencji Roversów w Jamboree w Gödöllő na Węgrzech, gdzie wygłosił referat o ruchu starszoharcerskim w Polsce. Również w 1933 roku był przewodniczącym Komisji Osobowej przy Głównej Kwaterze Harcerzy.
W tym okresie uczestniczył w ochronie i wyrwaniu ZHP spod wpływów nacjonalistycznych. M.in. wraz z Janem Mauersbergerem należał w kierownictwie Związku do grupy o orientacji piłsudczykowskiej, której celem było ograniczenie klerykalizmu w ZHP i dopuszczenie do udziału w organizacji dzieci i młodzieży mniejszości narodowych.
Należał do komitetu organizacyjnego Jubileuszowego Zlotu ZHP w Spale w 1935 roku. Jesienią tego roku przewodniczył zorganizowanej przez siebie ponad stuosobowej wyprawie starszych harcerzy i instruktorów na 2. Międzynarodowy Zlot Roversów na wyspie Ingarö w Szwecji.
Był wiceprzewodniczącym warszawskiego Koła Harcerzy z Czasów Walk o Niepodległość.
W 1936 roku opracował komentarz do prawa harcerskiego dla starszych harcerzy, który został przyjęty na 8. Zjeździe Harcerstwa Starszego 24–30 sierpnia 1936 roku nad jeziorem Narocz.
W końcu 1936 roku został pełniącym obowiązki Naczelnika Harcerzy. Był nim do początku 1937 roku.
W dniach 5–28 sierpnia 1938 roku Tomasz Piskorski był zastępcą komendanta kursu podharcmistrzowskiego Chorągwi Warszawskiej nad Wigrami. W kursie tym uczestniczył m.in. Jan Bytnar, bohater książki Aleksandra Kamińskiego pt. Kamienie na szaniec. Jan Bytnar wspominał bardzo ciekawe, gorące dyskusje na tematy związane z problematyką społeczną i ekonomiczną, a także i polityczną. Zdobył tam stopień harcerza Rzeczypospolitej.

## Działalność w OMN, „PET”, Związku Młodzieży Polskiej „ZET” i ZPMD
W szkole Chrzanowskiego został przyjęty do Organizacji Młodzieży Narodowej (OMN) i wkrótce potem do „PET”.
W czasie studiów został przyjęty do Związku Młodzieży Polskiej „ZET”. Po rozłamie w 1923 roku (w wyniku sprzeciwu wobec przejmowania kontroli nad Związkiem przez Młodzież Wszechpolską) powstał Związek Polskiej Młodzieży Akademickiej, który zwołał pierwszy zjazd w kwietniu 1923 roku. Na zjeździe tym powołano 7-osobowy Centralny Komitet Akademicki, w skład którego wszedł m.in. Piskorski.
W 1924 roku wziął udział w III Zjeździe Ogólnym OMN Szkół Wyższych w Lublinie, gdzie został wybrany na przewodniczącego prezydium. Po połączeniu się kilku organizacji w 1927 roku powstał Związek Polskiej Młodzieży Demokratycznej (ZPMD). W czasie Pierwszego Ogólnego Zjazdu ZPMD w Warszawie w grudniu 1927 roku został wybrany do Prezydium Związku.
W 1925 roku Piskorski – wraz ze swoją późniejszą żoną – Marią Podgórską reaktywował „PET” (po likwidacji tej organizacji w 1921 roku)
W tym samym roku zainicjował powołanie (w 1926 roku) Związku Seniorów Organizacji Młodzieży Narodowej. Nazwę tę zmieniono w następnym roku na Związek Seniorów OMN i ZPMD. Wszedł również do pierwszego Tymczasowego Zarządu. Przed II Zjazdem organizacji (w 1934 roku) był sekretarzem jej zarządu.
Na przełomie lat 20. i 30. redagował organ ZPMD − kwartalnik „Brzask”.
Na II Zjeździe Seniorów OMN i ZPMD w 1934 roku podjęto uchwałę o zorganizowaniu w 1936 roku obchodów 50. rocznicy pierwszego zebrania Warszawskiego Koła ZET-u. Piskorski został referentem organizacyjnym Zjazdu i członkiem Głównego Komitetu Organizacyjnego (uczestników zjazdu było ponad 1000).

Swoje wielkie talenty organizacyjne ujawnił w czasie Zjazdu Jubileuszowego 50-lecia ZET-u jeden z wielkich działaczy organizacji, Tomasz Piskorski.

Kierował pracami komisji organizacyjnej, a w jej składzie kilkoma podkomisjami. W 1935 roku Zarząd Główny Seniorów przyjął wytyczne organizacyjne Piskorskiego. Piskorski przygotował na Zjazd Wykaz poległych i zmarłych uczestników ruchu niepodległościowego Młodzieży Narodowej w okresie 1886–1936. Gromadził archiwum ZET-owe, opracował sprawozdanie z Jubileuszowego Zjazdu. Całe archiwum (wraz z kilkunastoma tomami jego dzienników) spłonęło w powstaniu warszawskim.

## Uczestnictwo w innych organizacjach

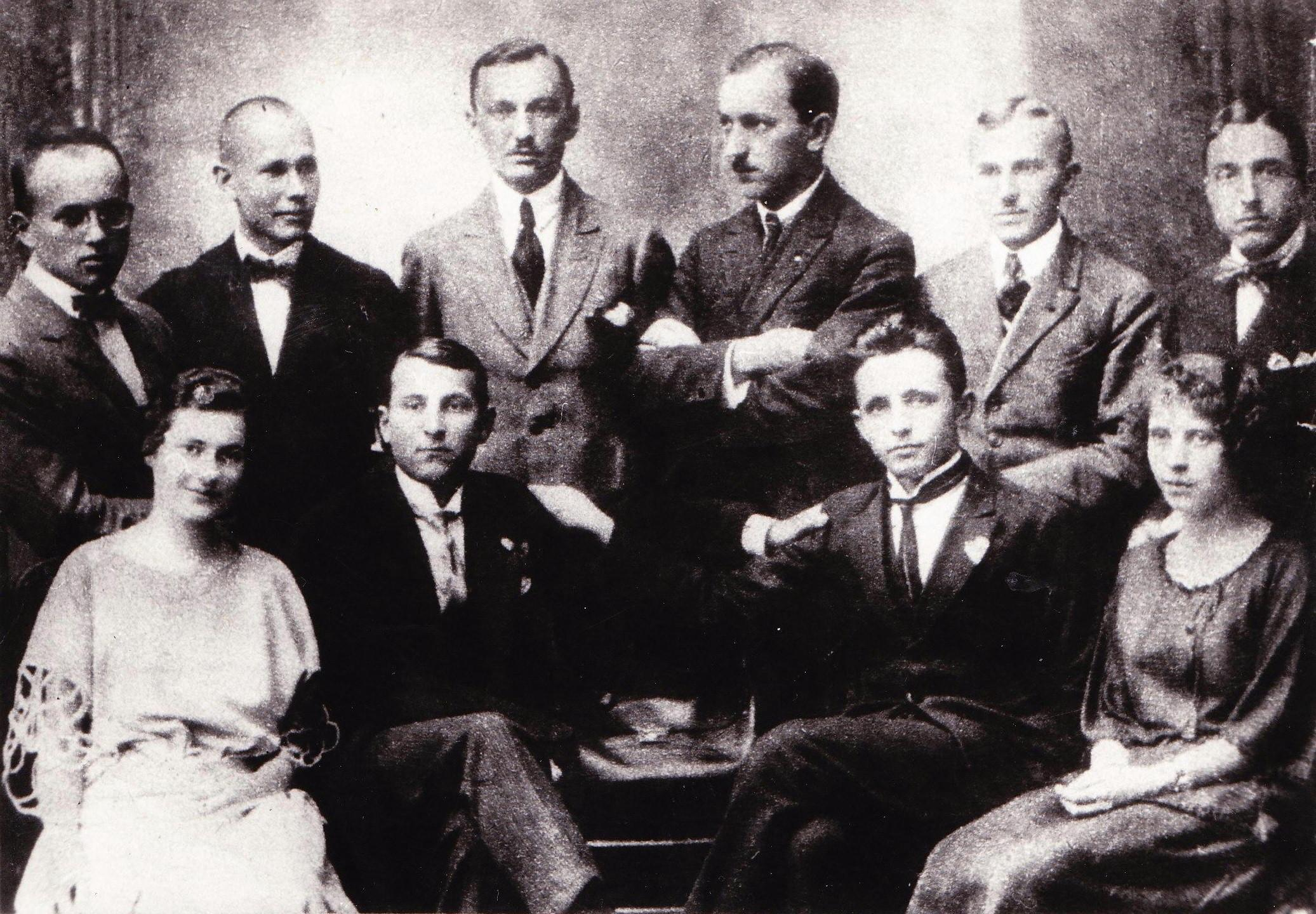
Zarząd Stowarzyszenia Bratniej Pomocy w 1921 roku. Siedzą: po lewej Tomasz Piskorski – prezes i po prawej – Stanisław Dubois – wiceprezes

- prezes Bratniej Pomocy w czasie studiów
- prezes Organizacji Młodzieży Narodowej (OMN) w czasie studiów
- członek Związku Patriotycznego
- członek Związku Naprawy Rzeczypospolitej
- przewodniczący Towarzystwa Wolnej Wszechnicy Polskiej
- redaktor organu ZPMD „Brzask”
- wicedyrektor Biura Związku Polaków z Zagranicy (1933 rok)
- praca w Lidze Morskiej i Kolonialnej w 1935–1938, gdzie wraz z Wiesławem Czermińskim zorganizował Wydział Młodzieżowy i został jego kierownikiem. W ramach prac tego wydziału prowadził szkolenia w urządzanych przez siebie obozach nad morzem (sam był ratownikiem morskim). W 1936 roku opracował sprawozdanie Głównego Komitetu Wykonawczego Święta Morza w 1935 roku
- po Zjeździe Uczestników Walki o Szkołę Polską w 1936 roku zorganizował – wspólnie z Zofią Wańkowicz i Stefanem Szwedowskim – komitet, który zebrał dość znaczną sumę na rzecz polskich szkół w Bytomiu i Cieszynie, które wtedy leżały poza granicami Polski.

## Twórczość

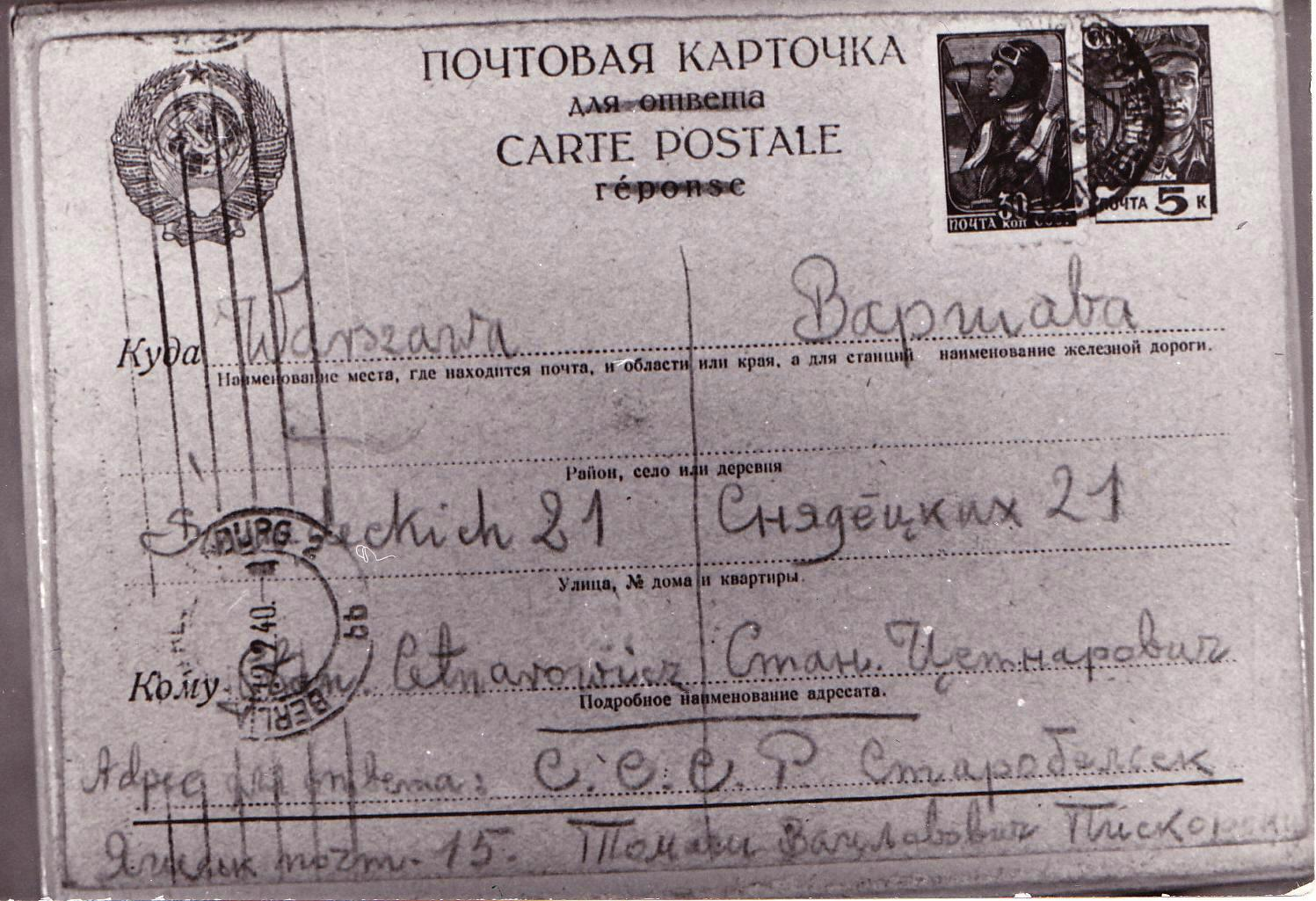
Ostatnia pocztówka od Tomasza Piskorskiego z obozu dla internowanych w Starobielsku z 12 lutego 1940 roku

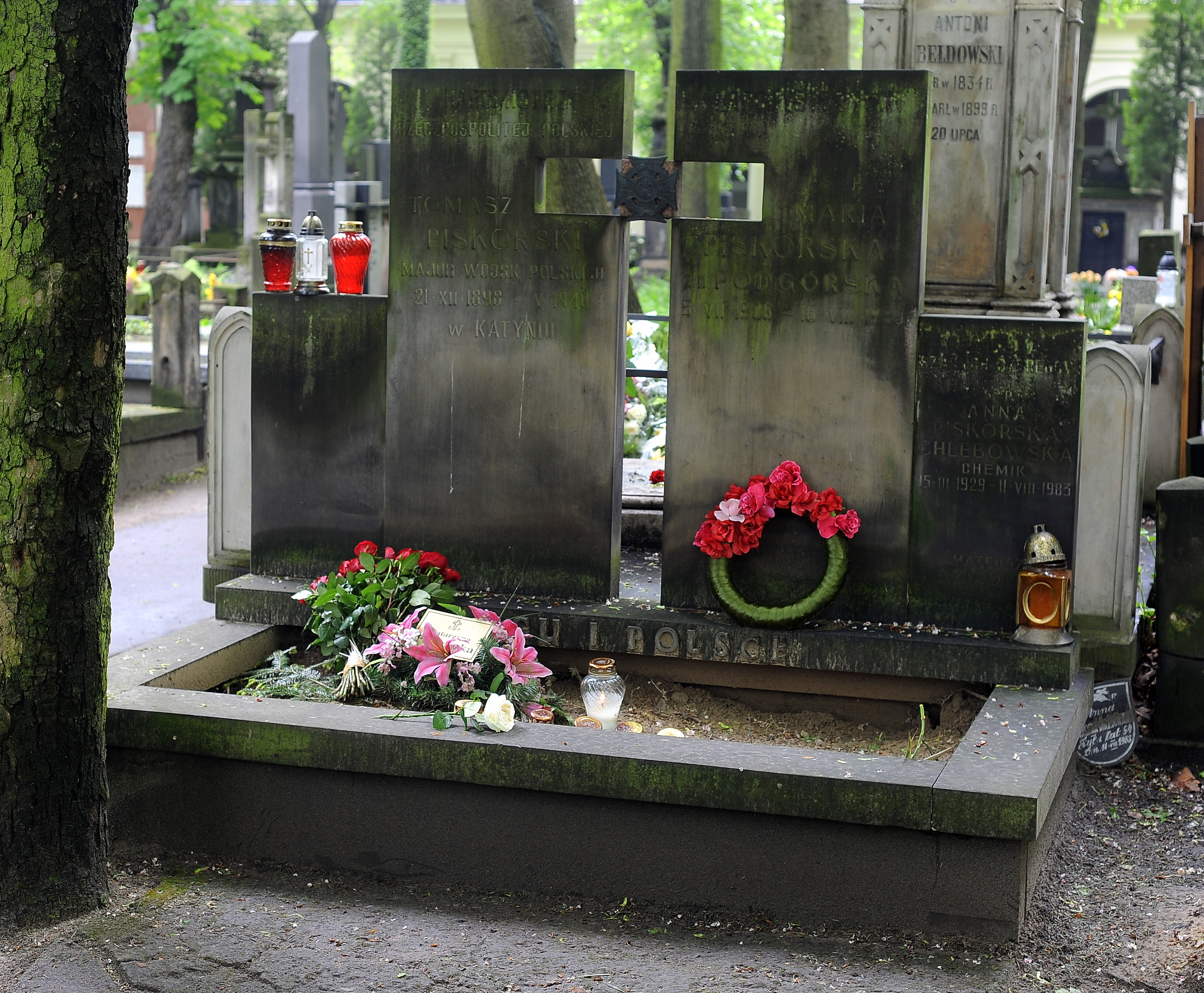
Symboliczny grób Piskorskiego, gdzie leżą również jego żona i córki

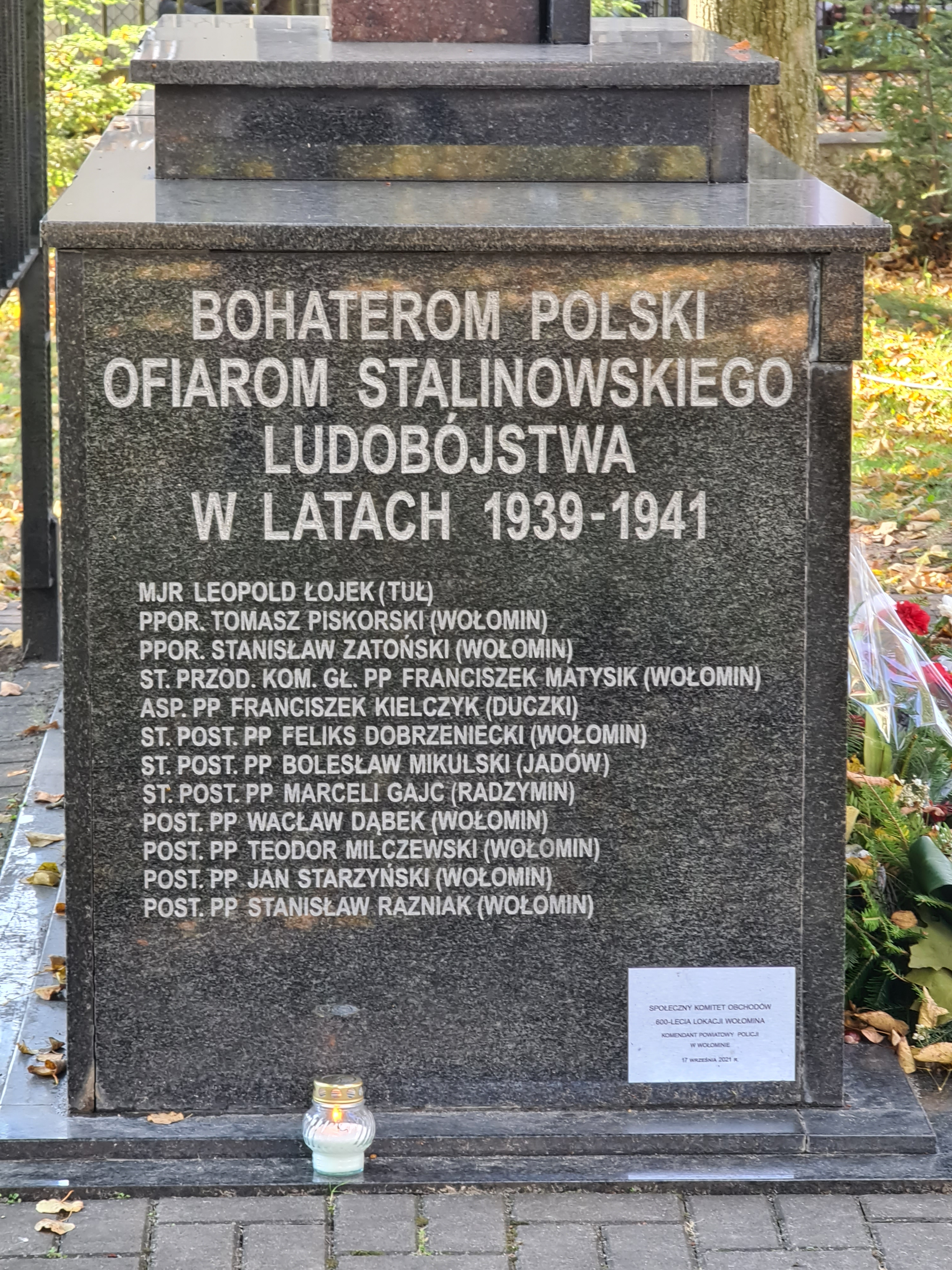
Tablica poświęcona ofiarom stalinowskim, wśród upamiętnionych jest Tomasz Piskorski

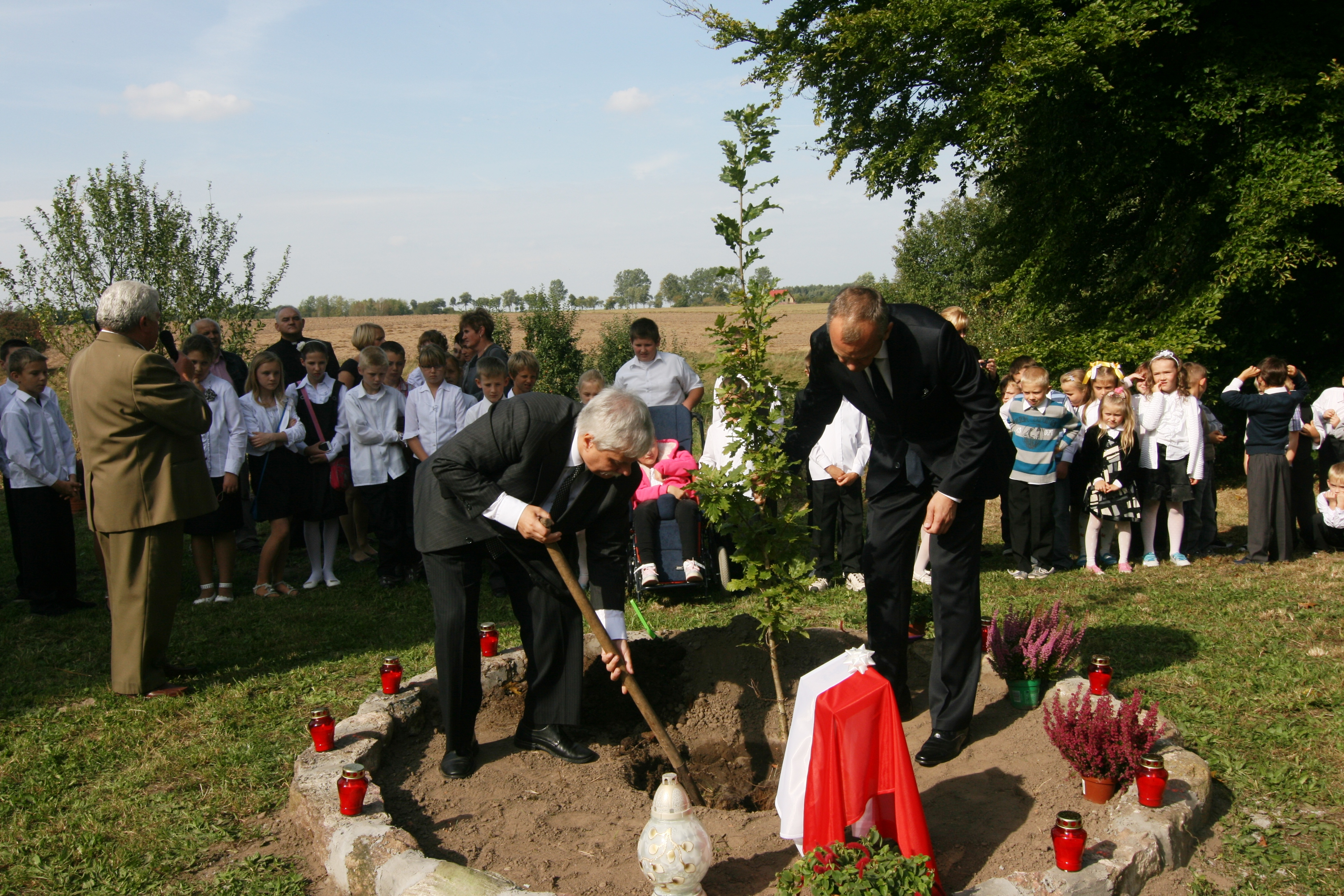
Uroczystość posadzenia Dębu Pamięci dla uhonorowania Tomasza Piskorskiego. Dąb sadzą Tomasz Chlebowski (po lewej), wnuk Tomasza Piskorskiego i Waldemar Miśko, burmistrz Karlina

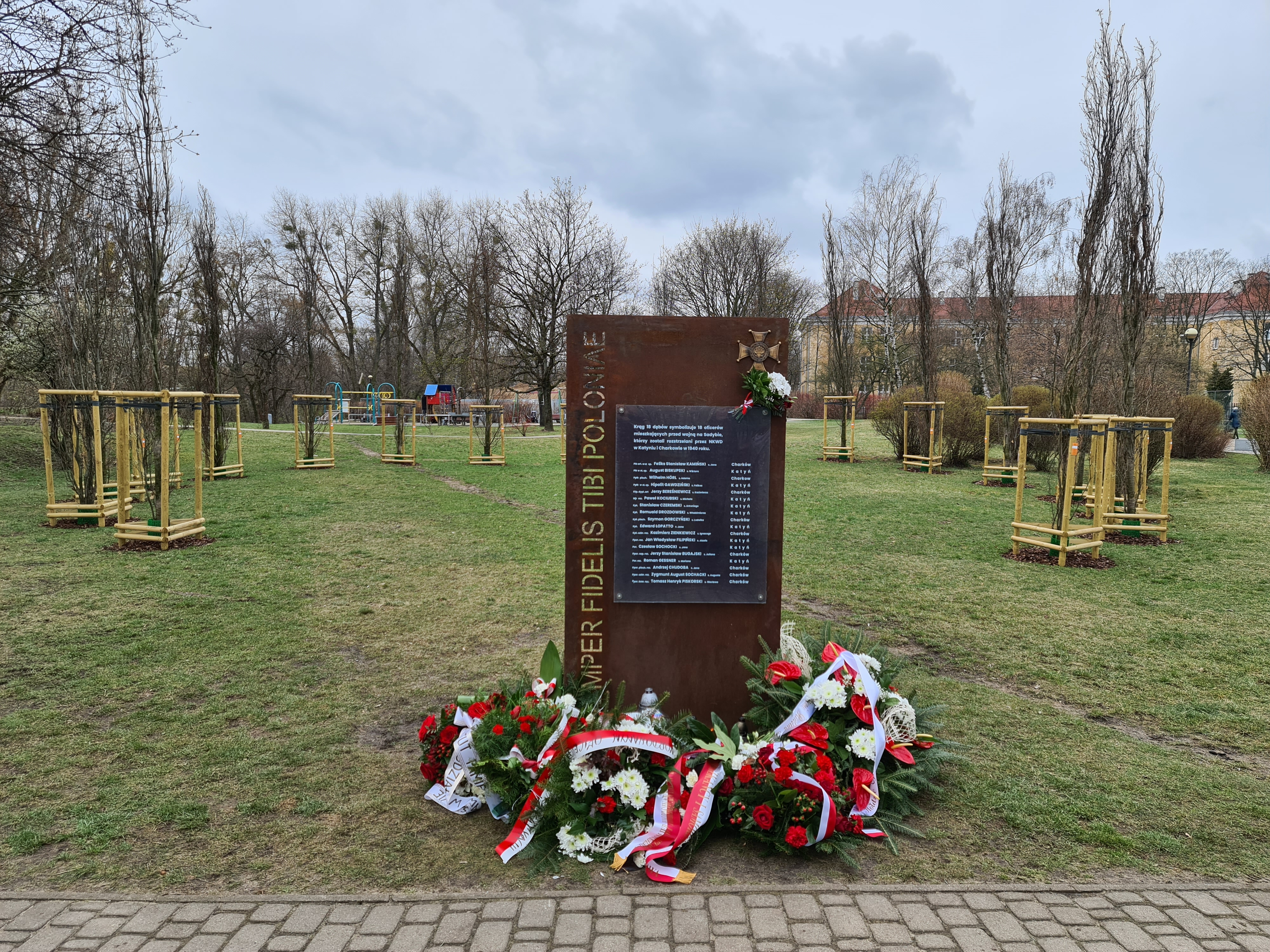
Tablica poświęcona związanym z Sadybą oficerom WP zamordowanym w Katyniu i Charkowie, wśród nich Tomaszowi Piskorskiemu, w dniu jej odsłonięcia, 9 kwietnia 2022 roku na Skwerze Ormiańskim w Warszawie. Za tablicą widocznych jest 18 młodych dębów poświęconych tym oficerom.

### Książki
- Polacy na Dżembori. Wspomnienia z Międzynarodowego Zlotu Skautowego w Arrowe Parku pod Birkenhead Anglia 1929 r. Wydawnictwo zbiorowe pod redakcją komitetu w składzie: przewodniczący Tomasz Piskorski, członkowie – Eugeniusz Ryszkowski i Eugeniusz Konopacki. Warszawa 1931. Nakładem Komendy Wyprawy Polskiej na Dżembori. Druk. St. Niemiry Syn i S-ka[27]

- W przededniu ofensywy harcerskiej na młodzież. Wytyczne pracy Głównej Kwatery Harcerzy na rok 1934 (1933)
- Komitet Wychowania Narodowego Młodzieży Polskiej z zagranicy przy Radzie Organizacyjnej Polaków z Zagranicy (1933)[28]
- Książka o Polsce dla młodzieży polskiej zagranicą (1934)
- Krąg Starszoharcerski. Wskazania organizacyjne, metodyczne i programowe (Biblioteczka Starszoharcerska 1935)
- Konstytucja 1935 r. a t.zw. tytuły rodowe (1936)
- XV-lecie Starszego Harcerstwa (Katowice 1936)
- Katalog prasy skautowej (1937, wydana w 3 językach)
- W pięćdziesiątą rocznicę powstania „Zetu”. Sprawozdanie ze Zjazdu Uczestników Ruchu Niepodległościowego Związku Młodzieży Polskiej („Młodzieży Narodowej”) 28 i 29 IX 1936 w Warszawie (1937).

### Inne
- Zjazd Lubelski OMN w roku 1924, w: Akademicka Młodzież Demokratyczna w Lublinie w latach 1920–1930, Lublin, 11 maja 1930.
- W sprawie bibliografii harcerskiej, w: Harcerstwo. Organ Naczelnictwa Związku Harcerstwa Polskiego, Warszawa, Rok I, nr 4 (grudzień 1934)
- Sprawozdanie Zarządu Głównego Związku Seniorów Organizacji Młodzieży Demokratycznej Szkół Wyższych 1926–1934 (1934)
- Redakcja i wstęp do pracy Ingarö − Wyspa Braterstwa: Wspomnienia z wyprawy polskiej na 2-gi Światowy Zlot Roversów na Ingarö w Szwecji w 1935 r. Wacława Błażejewskiego (1936)[29]
- Wykaz poległych i zmarłych uczestników ruchu niepodległościowego Młodzieży Narodowej (członków Związku Młodzieży Narodowej „Zet”), Organizacji „Przyszłość-Pet” i innych stopni organizacyjnych w okresie lat 1866–1936 (Warszawa 1936)
- Wspomnienie pośmiertne o Kazimierzu Stańczykowskim (1901–1937) (Warszawa 1937)
- Niepełny wykaz członków Związku Młodzieży Polskiej ZET i Związku Patriotycznego oraz organizacji pochodnych starszego społeczeństwa, „Przyszłość” − ZET, Organizacja Młodzieży Narodowej Szkół Wyższych i Średnich OMNSW, OMNSŚ, Grupy Narodowe, Związek Młodej Polski, Związek Rad Ludowych i inne ekspozytury zewnętrzne w okresie 1889–1966 (razem z Z. Dłużewską-Kańską i S. Szwedowskim), maszynopis w posiadaniu Tadeusza W. Nowackiego[30]
- Słownik ruchu zetowego (razem ze S. Szwedowskim i Z. Dłużewską-Kańską), maszynopis w posiadaniu Tadeusza W. Nowackiego[30].

## Awanse
- kapral – 25 kwietnia 1920 roku
- podporucznik kawalerii – ze starszeństwem z dniem 1 lipca 1925 roku[5][31]
- porucznik – pośmiertnie, 5 października 2007 roku[32][33].

## Ordery i odznaczenia
- Krzyż Niepodległości (27 czerwca 1938)[34]
- Krzyż Walecznych[35]
- Złoty Krzyż Zasługi (25 lutego 1939)[36]
- Srebrny Krzyż Zasługi (9 listopada 1932)[37]
- Odznaka pamiątkowa Polskiej Organizacji Wojskowej nr 1589
- Krzyż Legionowy nr 206
- Honorowy Krzyż Harcerzy z Czasów Walk o Niepodległość (nr 22) – decyzją Komisji Głównej Harcerzy z Czasów Walk o Niepodległość przy Naczelnictwie ZHP z dnia 15 grudnia 1938 roku
- Krzyż Kampanii Wrześniowej 1939 nr 7761 (pośmiertnie, 15 sierpnia 1985 w Londynie)

## Życie rodzinne
Ożenił się z Marią z Podgórskich (1906–1980) w 1928 roku. Zamieszkali przy ul. Nowy Zjazd 3 m. 5 w Warszawie. Mieli dwie córki:
- Annę (1929–1983, pochowaną w tym samym grobie, co jej ojciec); Anna była chemikiem, mieszkała w Warszawie, wyszła za mąż za Cezarego Chlebowskiego i miała z nim dwoje dzieci: Tomasza Chlebowskiego, męża Elżbiety Regulskiej-Chlebowskiej i Weronikę Chlebowską-Dziadosz,
- Katarzynę (1937–2010), warszawską rzeźbiarkę; zginęła 10 kwietnia 2010 roku w katastrofie polskiego samolotu Tu-154M w Smoleńsku.

## Po śmierci
Symboliczny grób
W latach 60. powstał na warszawskich Starych Powązkach symboliczny grób Tomasza Piskorskiego (kwatera 18-1-1). W grobie tym zostały również pochowane:
- w 1980 roku – Maria Piskorska
- w 1983 roku – Anna Piskorska-Chlebowska
- w 2010 roku – Katarzyna Piskorska.

Drużyny harcerskie im. Tomasza Piskorskiego
- Starszoharcerska drużyna 10 DSH Con-cordia im. Tomasza Piskorskiego w Sejnach[40] rozwiązana 18 grudnia 2008 roku[41].

Tablice poświęcone Tomaszowi Piskorskiemu
- tablica w murze ogrodzenia kościoła św. Antoniego z Padwy na warszawskim Czerniakowie
- tablica na murze kościoła św. Karola Boromeusza na warszawskich Powązkach
- 17 września 2021 roku na terenie kościoła Matki Bożej Częstochowskiej w Wołominie na pomniku poświęconym ofiarom zbrodni stalinowskich odsłonięto tablicę pomordowanych na Wschodzie osób związanych z Wołominem i wśród nich jest nazwisko Tomasza Piskorskiego
- 9 kwietnia 2022 roku na terenie Skweru Ormiańskiego przy ul. Powsińskiej w Warszawie odsłonięto tablicę poświęconą pamięci 18 oficerów Wojska Polskiego, związanych z warszawską Sadybą, zamordowanych w Katyniu i Charkowie. Tomasz Piskorski był jednym z nich, dzięki jego małżeństwu z Marią Podgórską mieszkającą wcześniej z rodzicami w willi Podgórskich. Za tablicą znajduje się krąg 18 dębów poświęconych tym oficerom[42].

Inne formy upamiętnienia
Na terenie szkoły podstawowej im. Macieja Rataja w Karwinie 18 września 2012 roku posadzono Dąb Pamięci dla uhonorowania Tomasza Piskorskiego.